# Måneskin
Måneskin (tal. [mɔːneskin], dan. [ˈmɔːnəˌske̝nˀ]; danski: mjesečina) talijanski je rock sastav koji je pobijedio na Euroviziji 2021. godine predstavljajući Italiju s pjesmom Zitti e Buoni (dosl. „šutite i budite pristojni”). Vođa i glavni pjevač sastava je Damiano David. Skupina se sastoji od 4 članova, tj. 3 svirača (bubnjevi, električna gitara i bass gitara) i pjevača.

## Vanjske poveznice
|  | Zajednički poslužitelj ima još gradiva o temi Måneskin |